# Trudowe (rejon pokrowski)
Trudowe (ukr. Трудове) – wieś na Ukrainie, w obwodzie donieckim, w rejonie pokrowskim, w hromadzie Kurachowe. W 2001 liczyła 116 mieszkańców.